# Всемирная выставка (1851)
Великая выставка промышленных работ всех народов (англ. The Great Exhibition of the Works of Industry of All Nations) — международная выставка достижений науки, промышленности, искусства и торговли, проходившая в лондонском Гайд-парке с 1 мая по 15 октября 1851 года. Выставка стала важным этапом в распространении идей промышленной революции. Из-за участия многих стран её вскоре прозвали Всемирной. На этой первой Всемирной выставке были представлены промышленные товары, различные изделия художественных ремёсел, машины и механизмы, экспонаты новейших производственных технологий, произведения изобразительного искусства. Двадцать процентов населения посетили выставку, «возможно, первое великое выражение современного потребительства».

## Подготовка выставки
Инициатива по проведению выставки принадлежит британскому Королевскому обществу искусств. Когда проект в 1849 году был представлен общественности, то отклик среди британских промышленников и бизнесменов был положительным. Они увидели в проведении такой выставки идеальную возможность для продвижения идей всемирной свободной торговли.
Принц-консорт Альберт, супруг королевы Виктории, возглавивший комитет по организации и проведению выставки, предложил знаменитому немецкому архитектору Готфриду Земперу составить общий проект экспозиции. Непосредственной организацией занимался сэр Генри Коул и комитет из 24 человек, называемый «королевской комиссией» (англ. Royal Commission). Его состав утверждался лично королевой, что придавало проекту важный государственный статус. Финансированием проекта занимались члены комитета. Даже труд полицейских, охранявших выставку, оплачивались из этих средств. Секретарём комитета и организатором многих работ был архитектор М. Д. Уайетт.
Для проведения выставки был возведён Хрустальный дворец — гигантское здание из стекла, железа и чугуна по проекту Джозефа Пакстона, вмещающее до 14 000 посетителей. Выставочное пространство имело огромные размеры: свыше 90 тыс. м², протяжённостью 564 м и 124 м в ширину, высотой до 33 м. Внутри даже находились старые деревья, сохранённые на строительной площадке, и большой фонтан. По завершении выставки Дворец был разобран и перенесён на новое место, в Сайднем (Sydenham), юго-восточный район Лондона. 30 ноября 1936 года Хрустальный дворец был уничтожен пожаром и более не восстанавливался. Здание, вызывавшее не только восторг, но и критику, и даже насмешки, со временем оказалось предвозвестником новой архитектуры следующего столетия. Внутри дворца зрителям демонстрировали удивительные изобретения — такие, как прототип факс-машины и т. н. предсказатель бурь. Для привлечения публики демонстрировались и другие диковинки — например, знаменитый алмаз Кохинур. Некоторые экспонаты, планировавшиеся к демонстрации, в итоге не попали на выставку: образовательный Великий глобус Уилда разместили вместо выставки на Лестер-сквер. Также были выставлены богатые охотничьи трофеи известного охотника и исследователя Южной Африки Роэлина Гордона-Камминга. Это была подлинная витрина достижений «мастерской мира» — Британской империи.

## Итоги проведения выставки
Ажиотаж вокруг выставки, которую посетило до 6 миллионов человек (треть населения Британии), принёс организаторам солидные доходы, которые пошли на основание Альбертополя. Королевское общество искусств на средства, вырученные от проведения выставки, приобрело значительную часть экспонатов для создания Южно-Кенсингтонского музея — будущего Музея Виктории и Альберта. Однако результат проведения столь грандиозного мероприятия не был всецело положительным. Выставка продемонстрировала, наряду с успехами в области индустрии, машиностроения и торговли, катастрофический разлад между передовой промышленной технологией и традиционным декоративно-прикладным искусством, растущее отчуждение производителя и проектировщика от продукта своего труда и как результат — несоответствие функции и технологии производства форме и декору промышленных изделий. Принц Альберт, озабоченный качеством английской продукции на мировом рынке, предложил Готфриду Земперу, находившемуся в то время в Париже, составить проект программы подготовки новых специалистов-проектировщиков и план экспозиции будущего художественно-промышленного музея.
На опыте подготовки экспозиции Земпер опубликовал эссе под названием «Наука, промышленность и искусство» с подзаголовком «Предложения по улучшению национального вкуса в связи с Лондонской промышленной выставкой» (1852). Основная идея оставшегося незаконченным капитального труда архитектора Земпера «Стиль в технических и тектонических искусствах», или «Практическая эстетика» («Praktische Aesthetik») заключалась в разработке «практической теории», позволяющей преодолеть пагубное разделение искусства на «высокие» и «низкие» жанры, идеалистические устремления и материальную сторону жизни, проектирование (утилитарное формообразование) и последующее украшение изделий. В статьях и лекциях лондонского периода («Набросок системы сравнительной теории стилей», «Об отношении декоративного искусства к архитектуре») Земпер доказывал необходимость применения новой методологии. Вместо господствовавшей в то время академической теории о происхождении трёх видов «изящных искусств»: живописи, ваяния и зодчества, из искусства рисунка, «как это было у древних», немецкий архитектор и теоретик смело предположил первенство совершенствования технологии обработки материалов.
Инициативу проведения Всемирных выставок подхватили французы, ответившие на вызов англичан. Последующие выставки проходили в 1855 году в Париже, в 1862 году снова в Лондоне, в 1867 году опять в Париже, в 1873 году в Вене, в 1876 году в Филадельфии, в 1878 году в Париже, и ещё трижды в Париже (в 1889, 1900 и 1925 годах), а также во многих других городах мира.
В честь выставки был назван астероид (14) Ирена, открытый 19 мая 1851 году английским астрономом Джоном Хиндом в Лондоне, Великобритания. Название было предложено английским астрономом Джоном Гершелем и было связано с тем, что Ирена является богиней мира.

Медаль выставки 1851 года, отлитая Allen & Moore
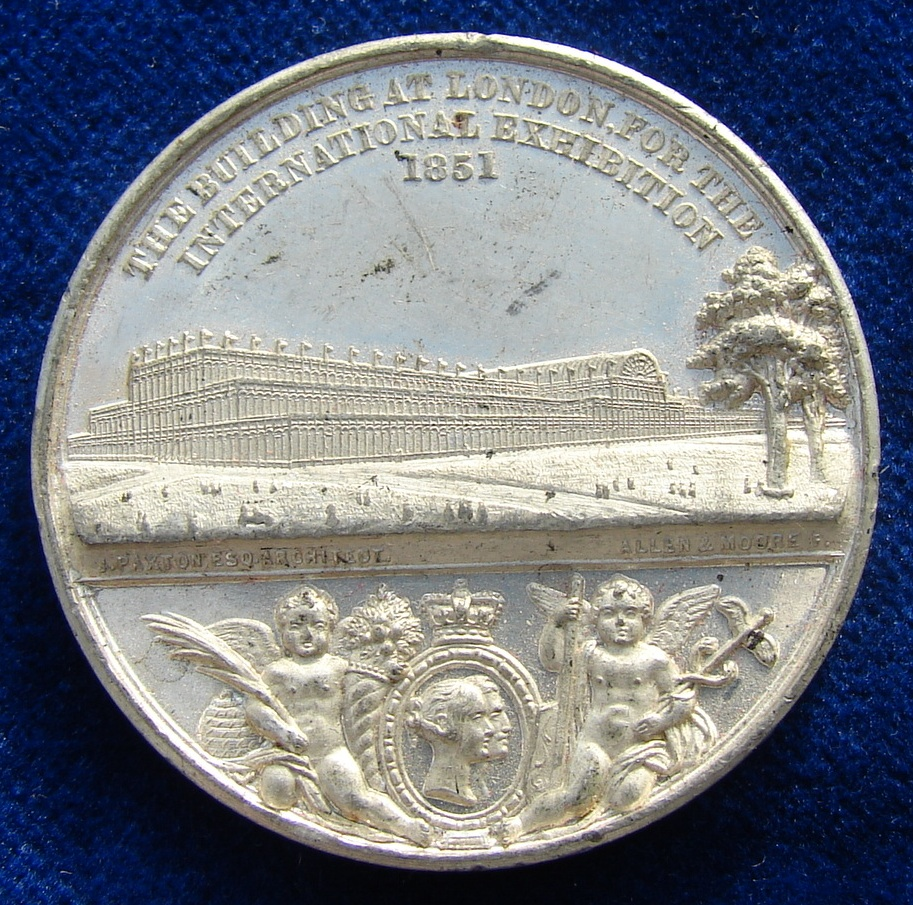
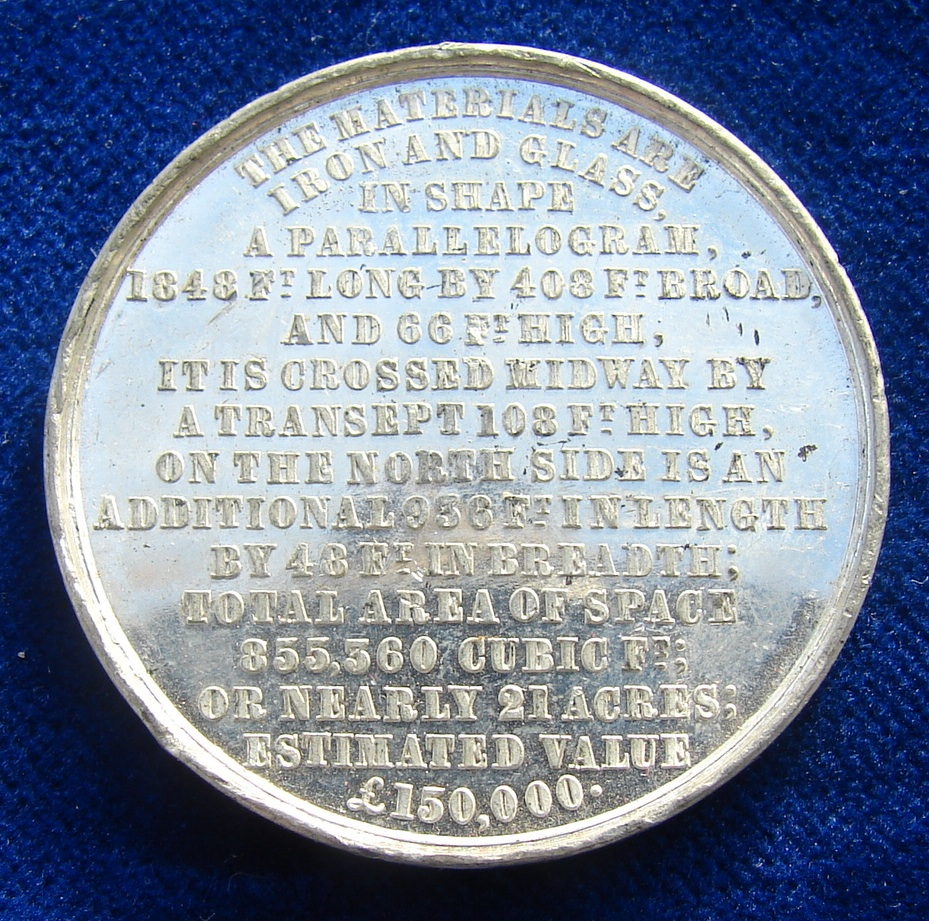

## Российская экспозиция
На выставке показывали каменный мозаичный стол и шкаф работы Петергофской гранильной фабрики. Жюри выставки в своём решении записало:

 … Мы не думаем, что столь трудные и так хорошо отделанные произведения были когда-либо исполнены со времён древних греков и римлян.
Волосковские краски ржевских купцов Волосковых удостоились медали на Всемирной выставке в Лондоне.

## Галерея

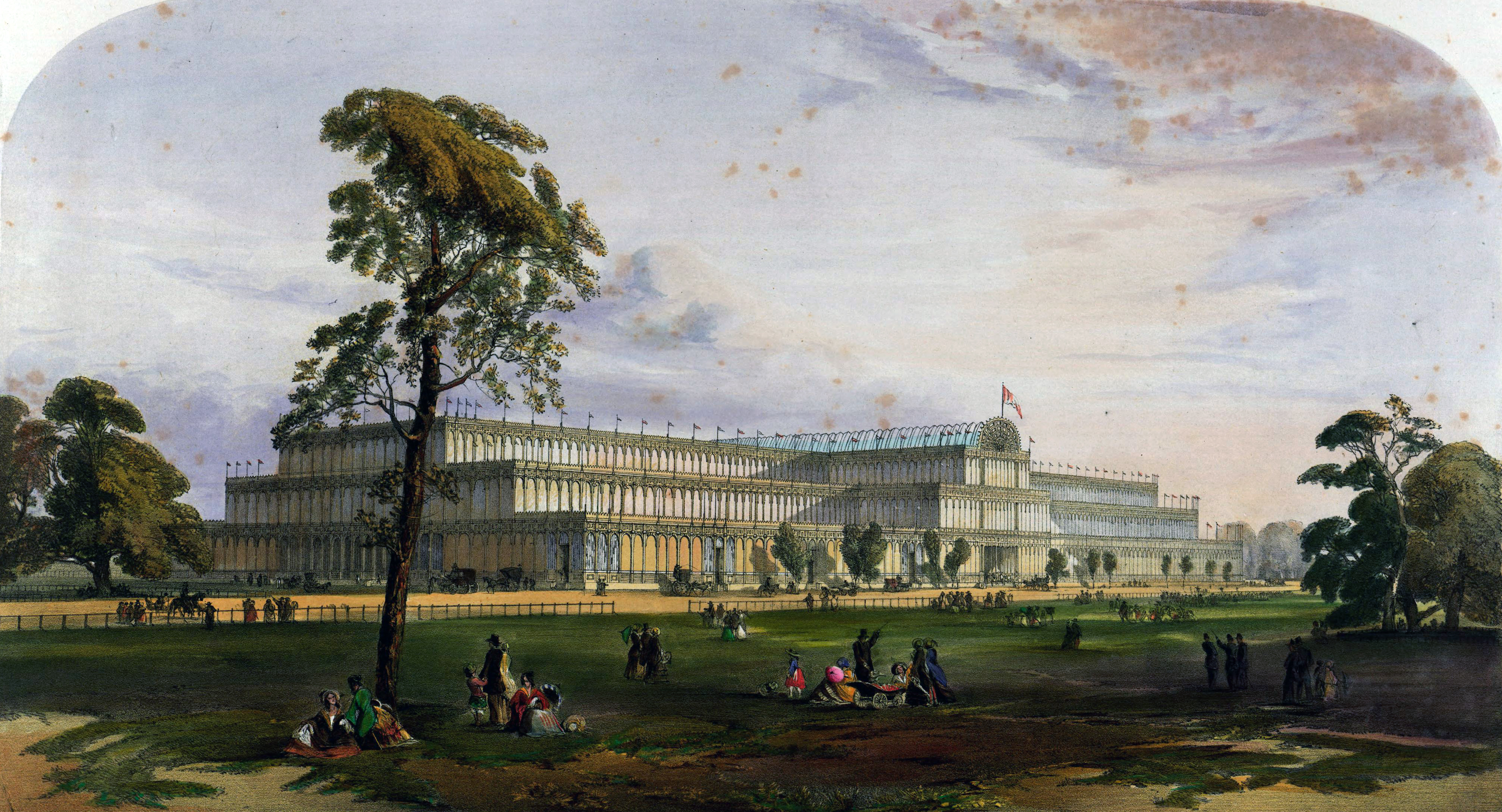
Вид на Хрустальный дворец
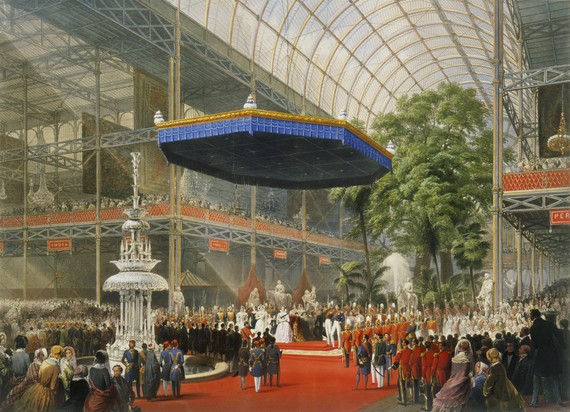
Королева Виктория открывает Всемирную выставку в Хрустальном дворце
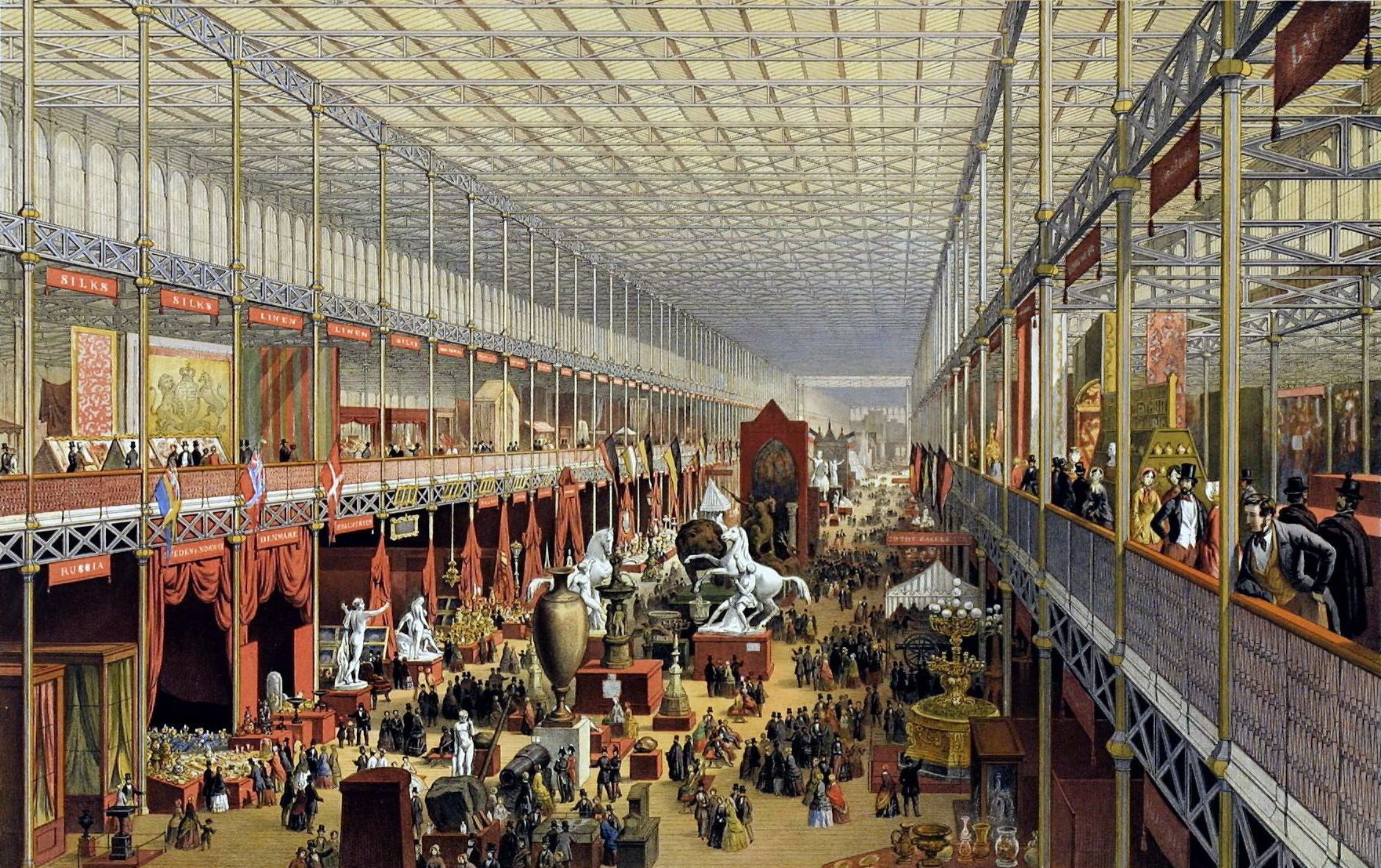
От плана до реализации проекта Хрустального дворца прошло всего 9 месяцев
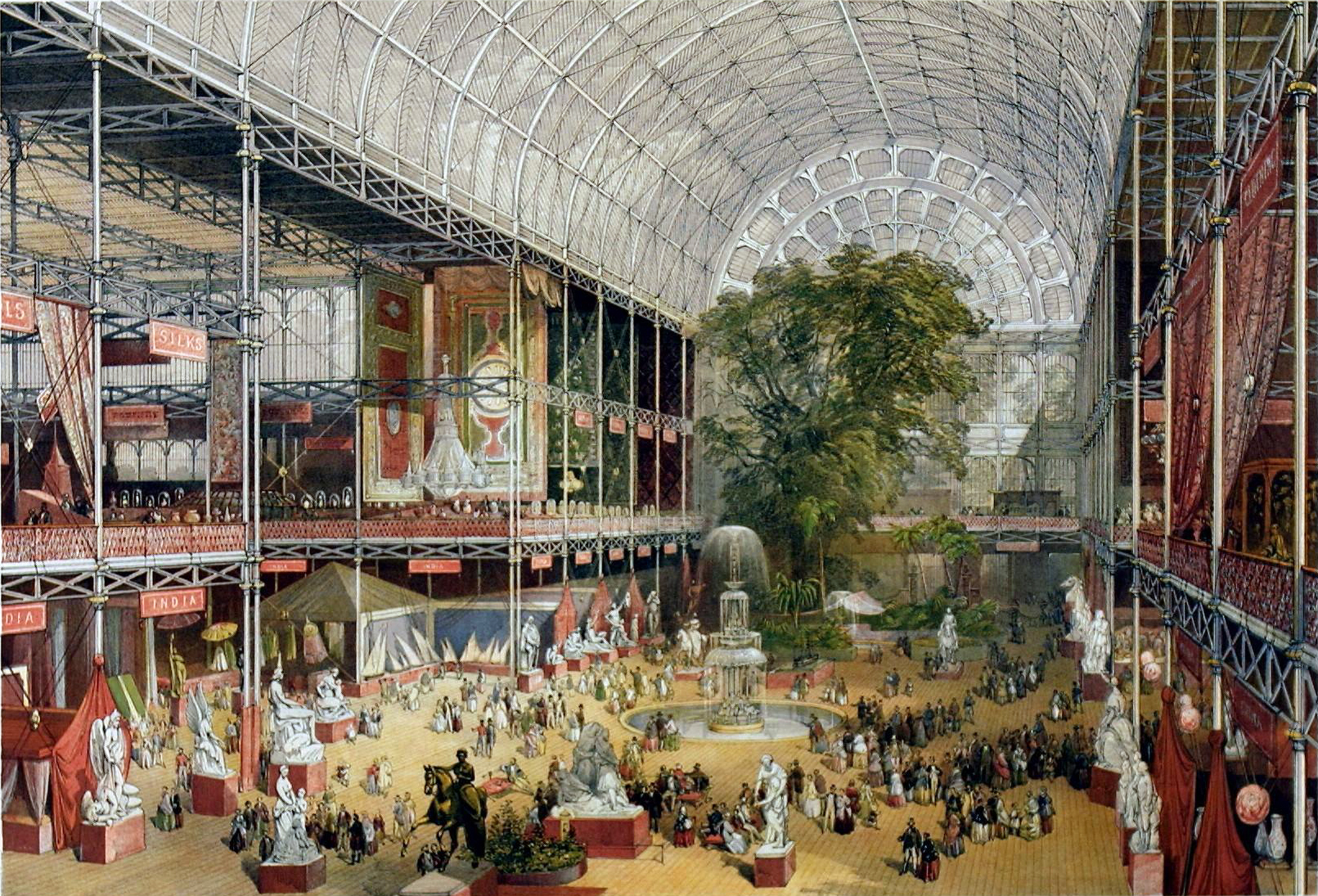
Выставочные павильоны
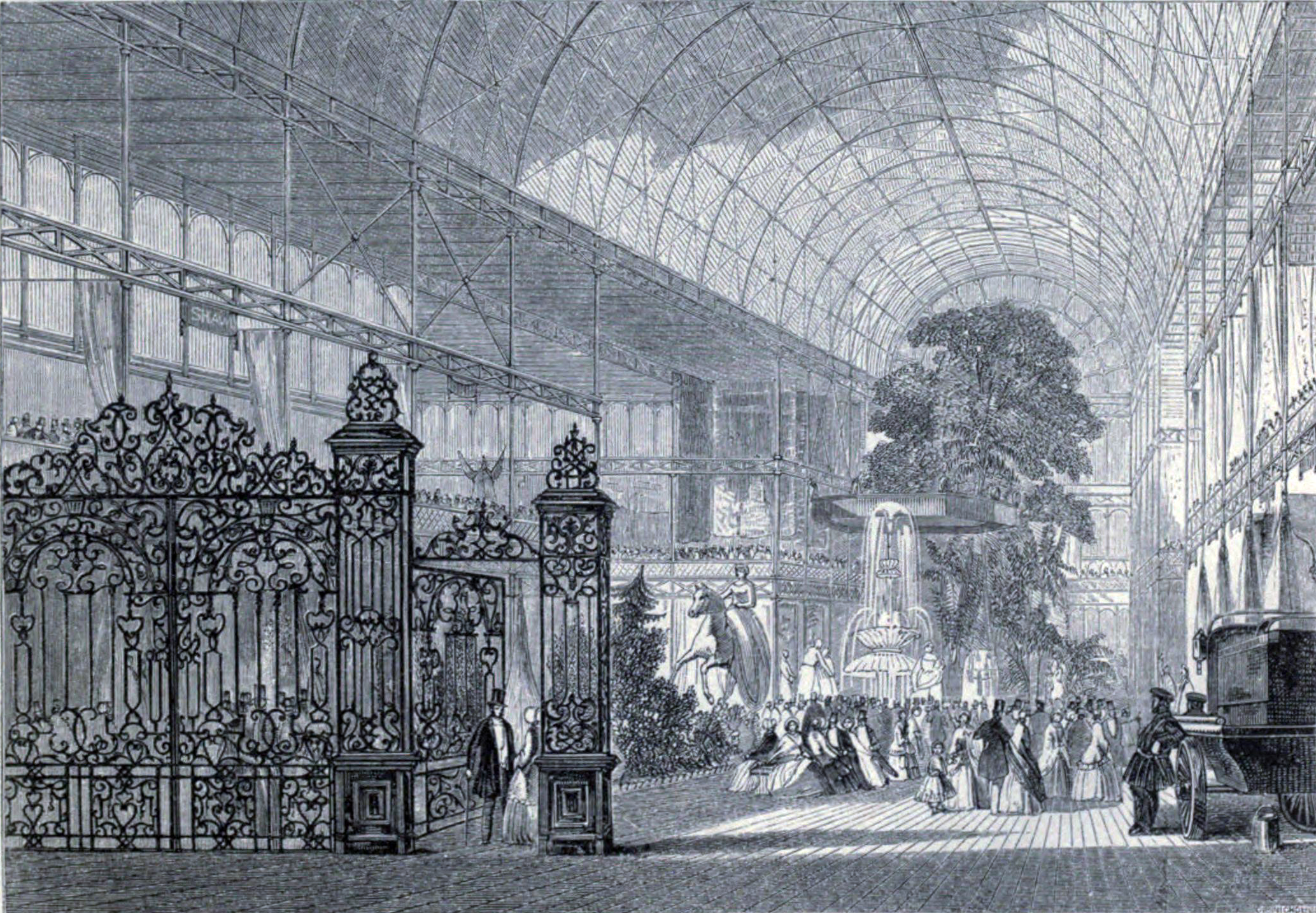
Деревья в полную величину в Хрустальном дворце
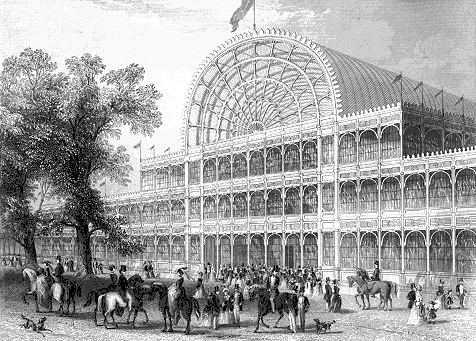
Главный вход Хрустального дворца
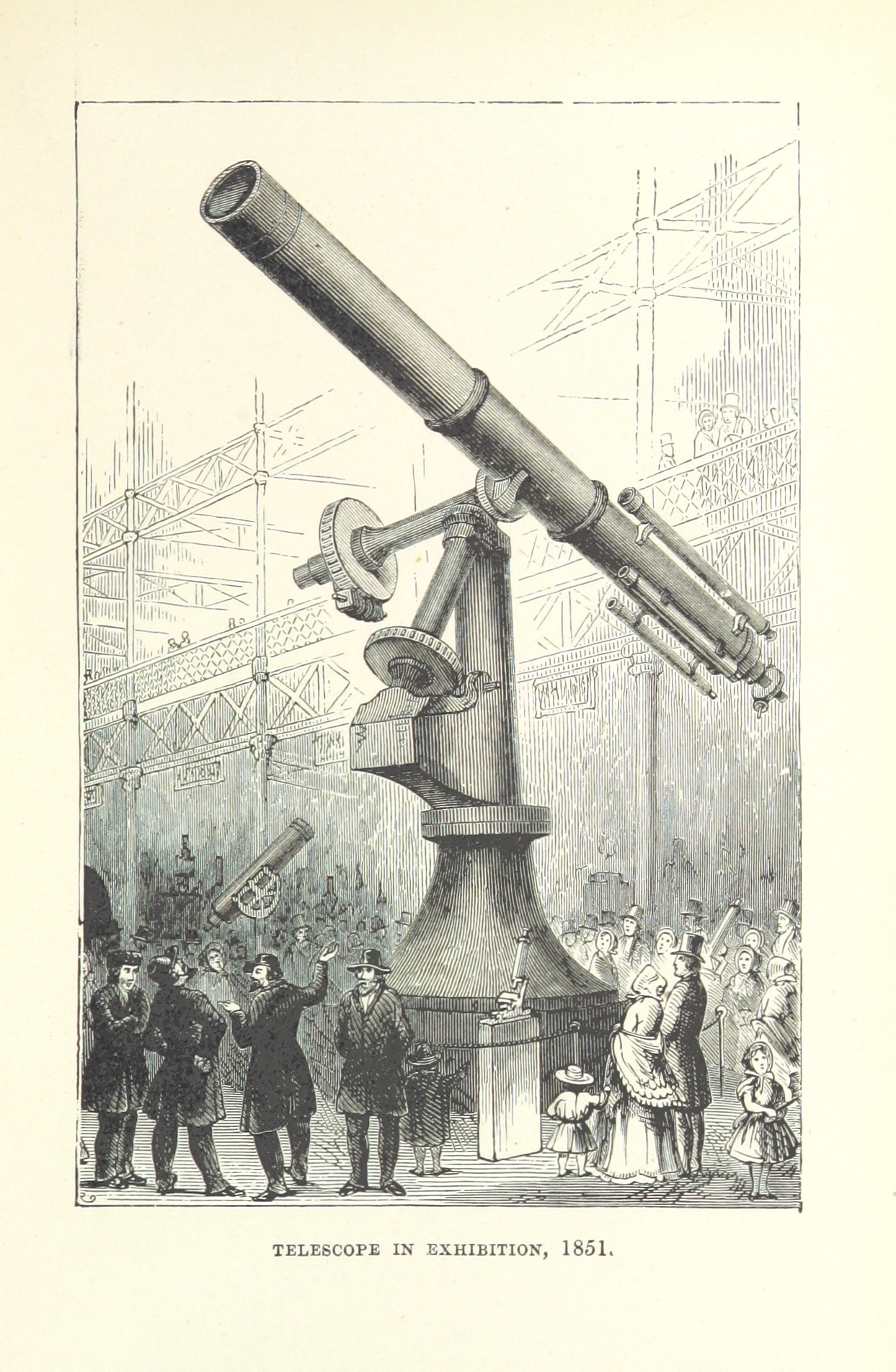
Телескоп на выставке 1851 года
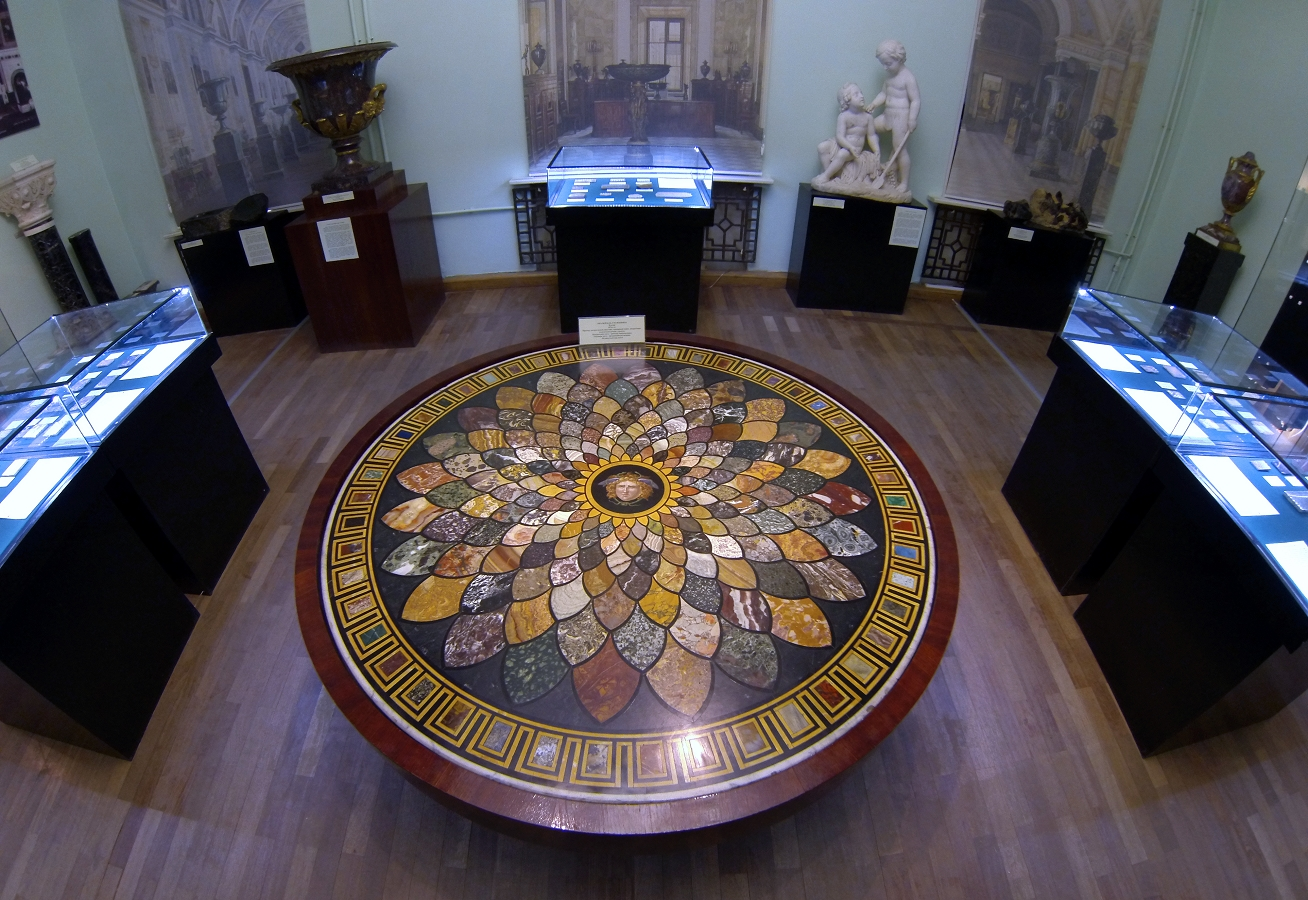
Столешница из Политехнического музея на выставке в Геологическом музее

## Хромолитографии изданияМ. Д. Уайетта«Промышленные искусства девятнадцатого века» экспозиции Всемирной выставки в Лондоне. 1851—1853

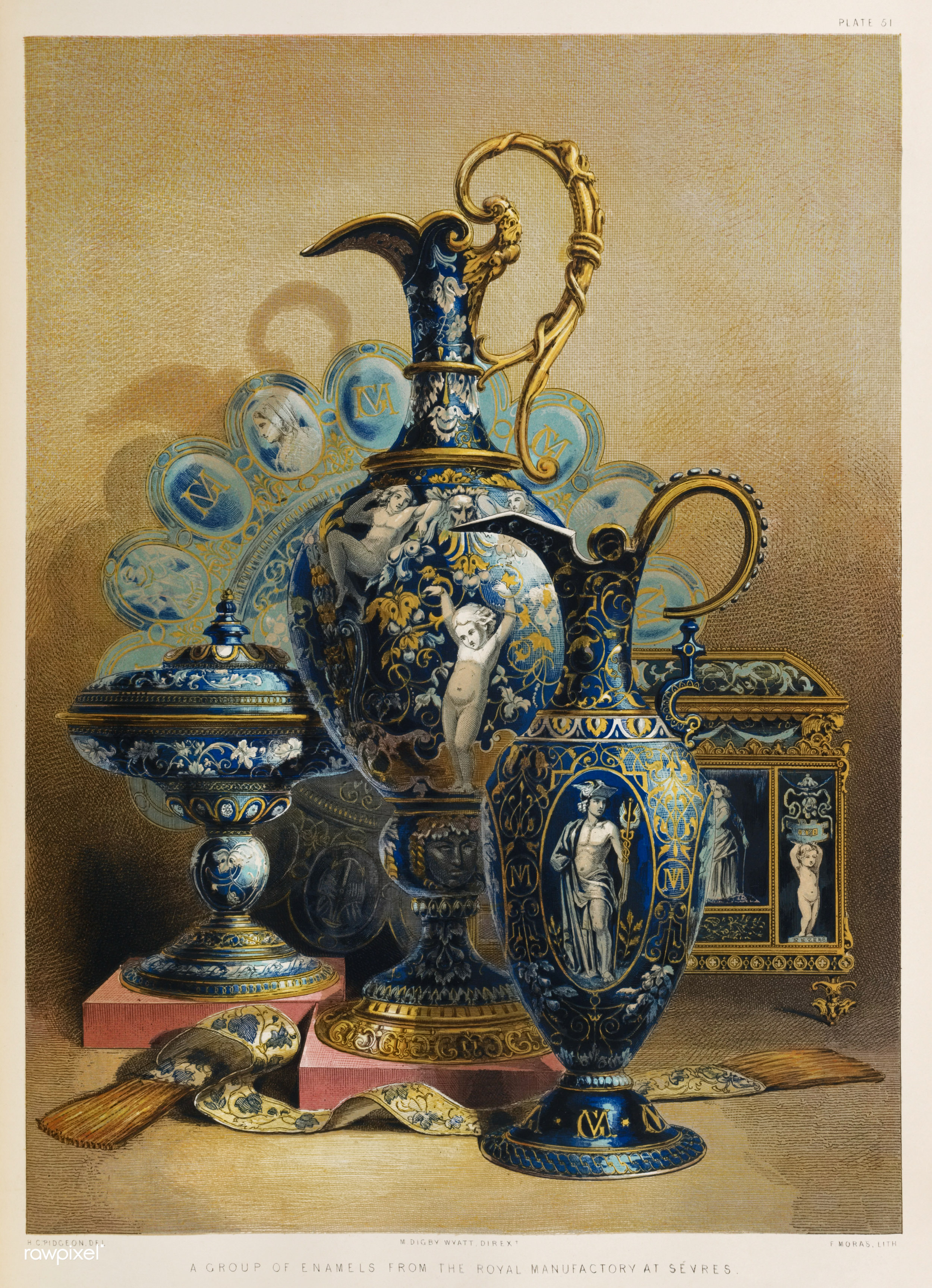
Изделия мануфактуры в Севре. Металл, эмаль, роспись
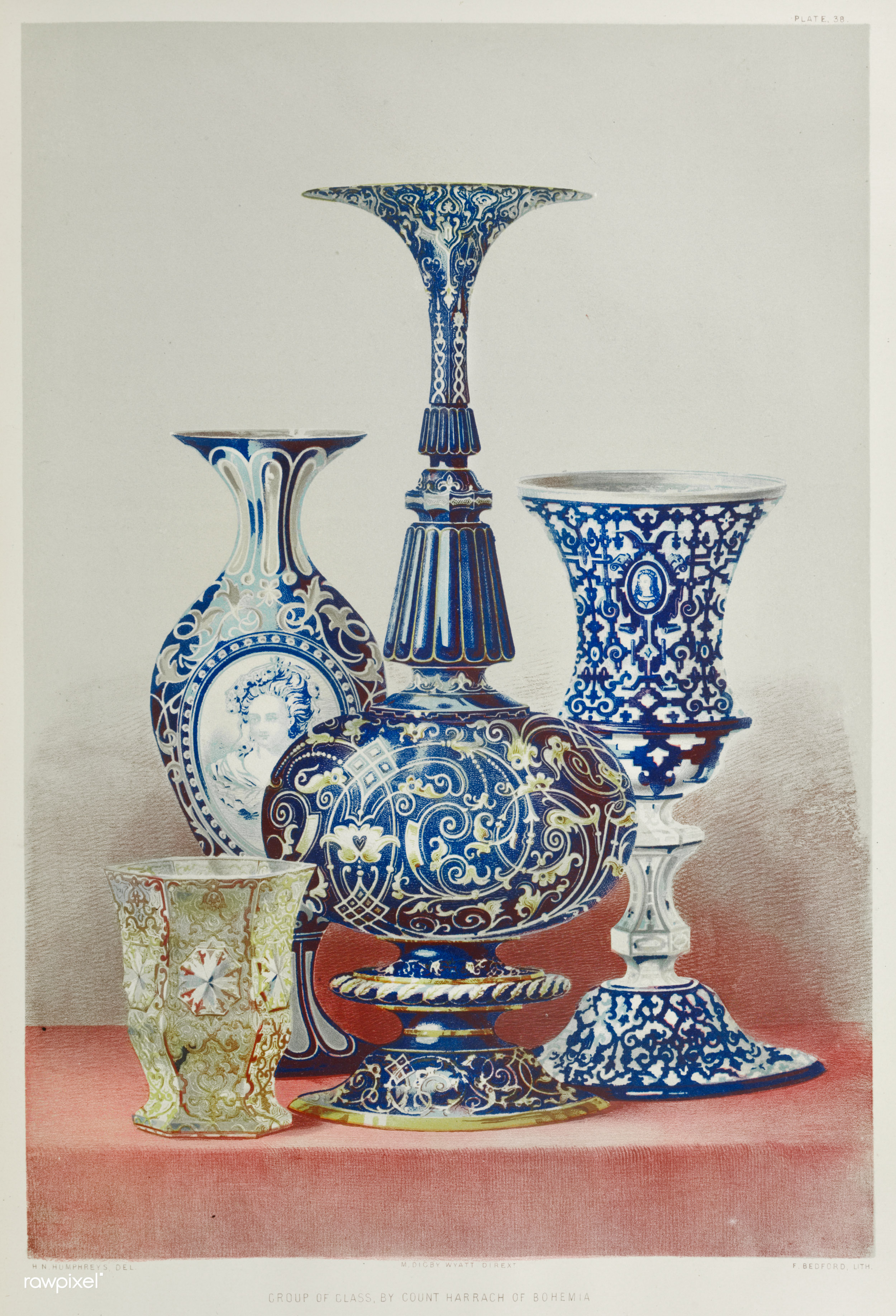
Изделия из стекла
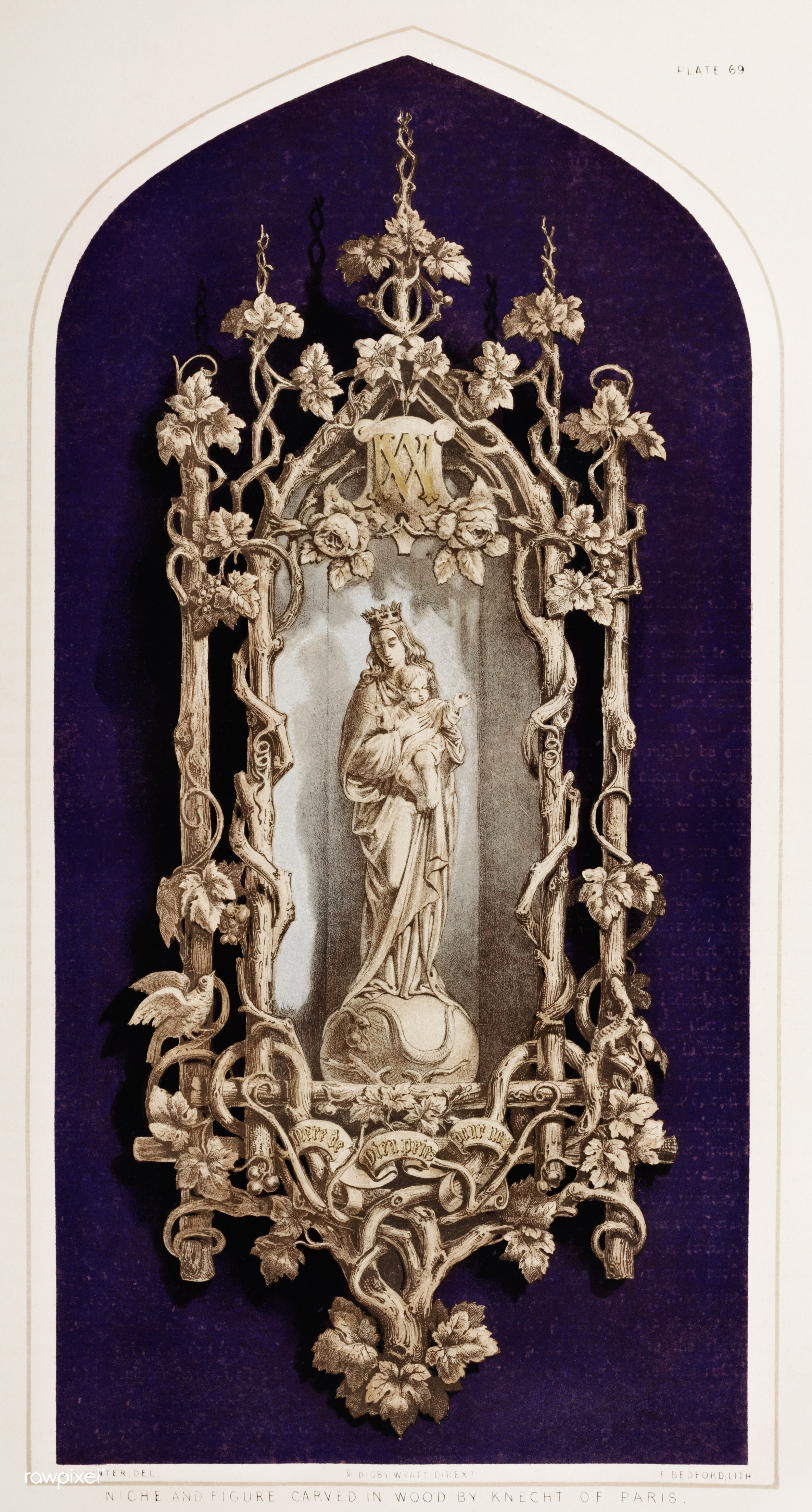
Мадонна с Младенцем. Дерево, резьба
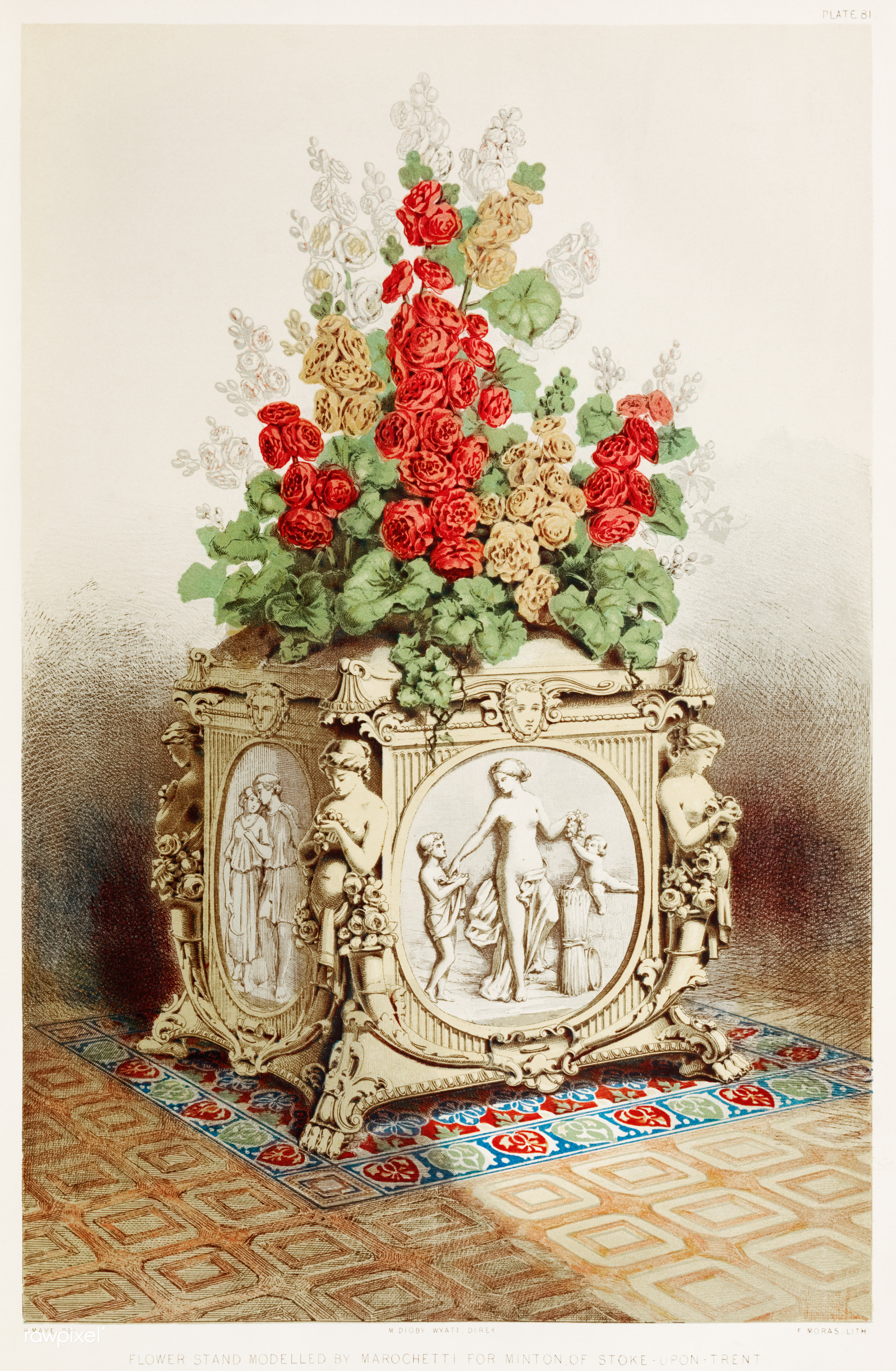
Подставка для цветов
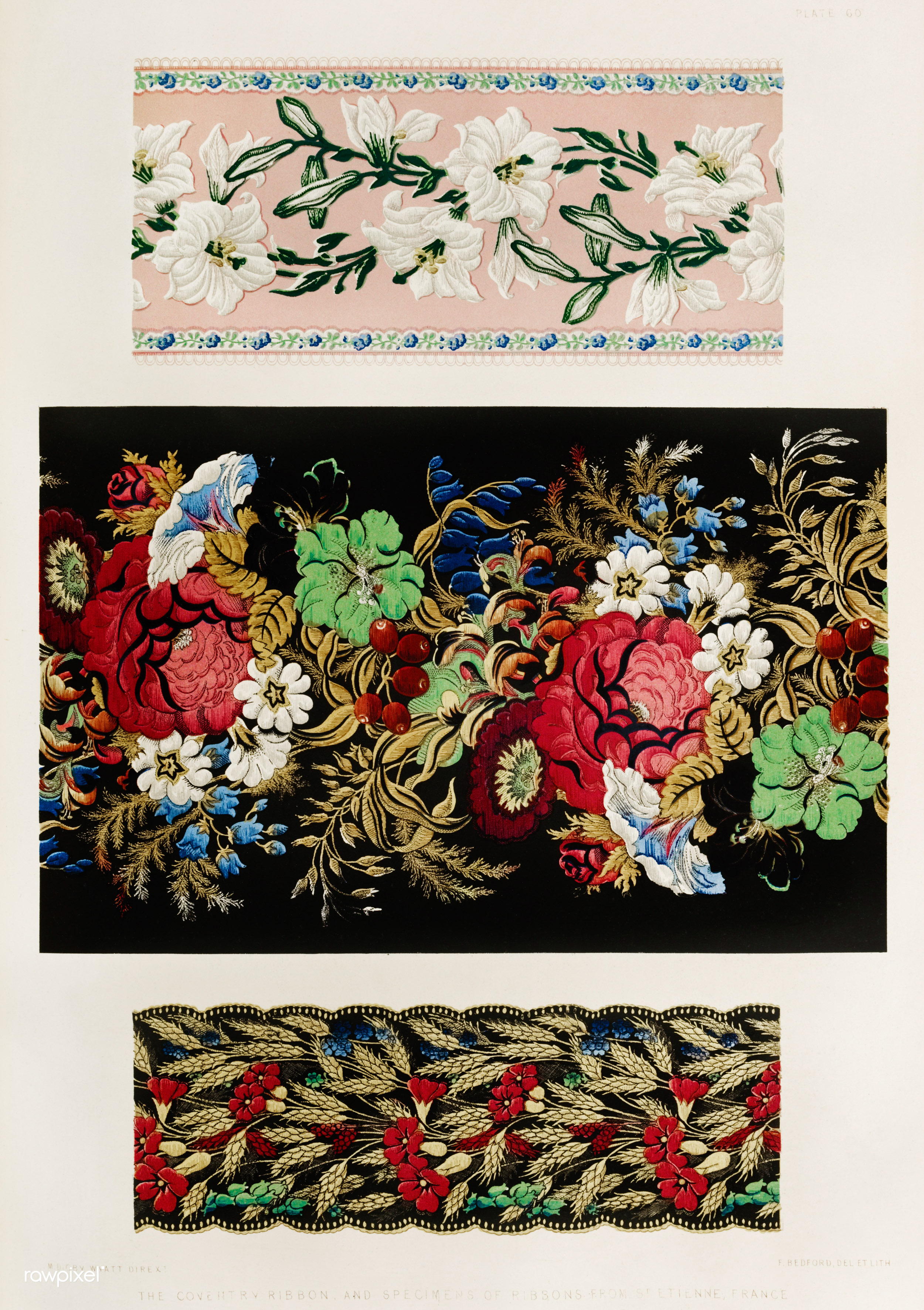
Текстильный орнамент. Мануфактура Ковентри
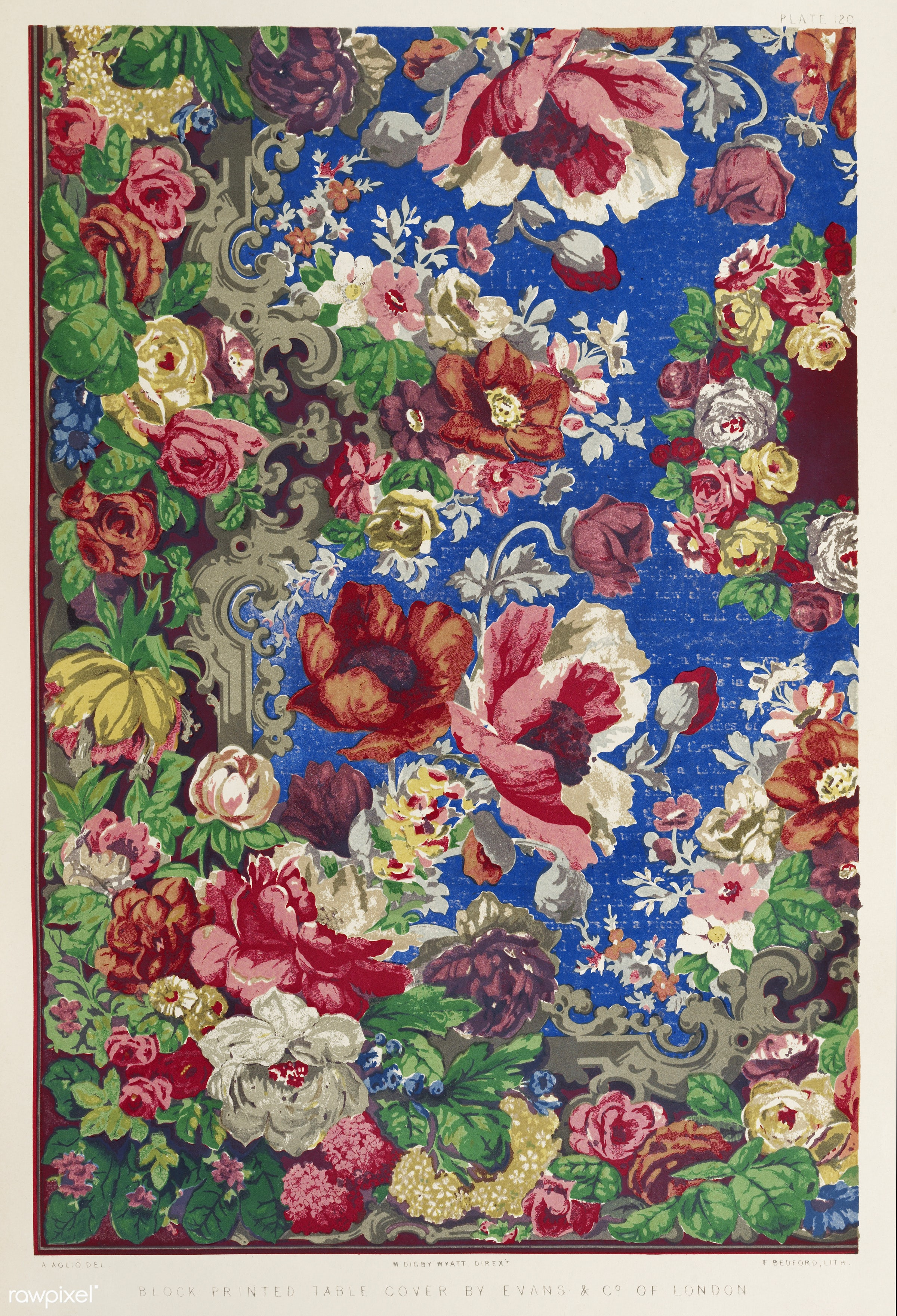
Покрывало
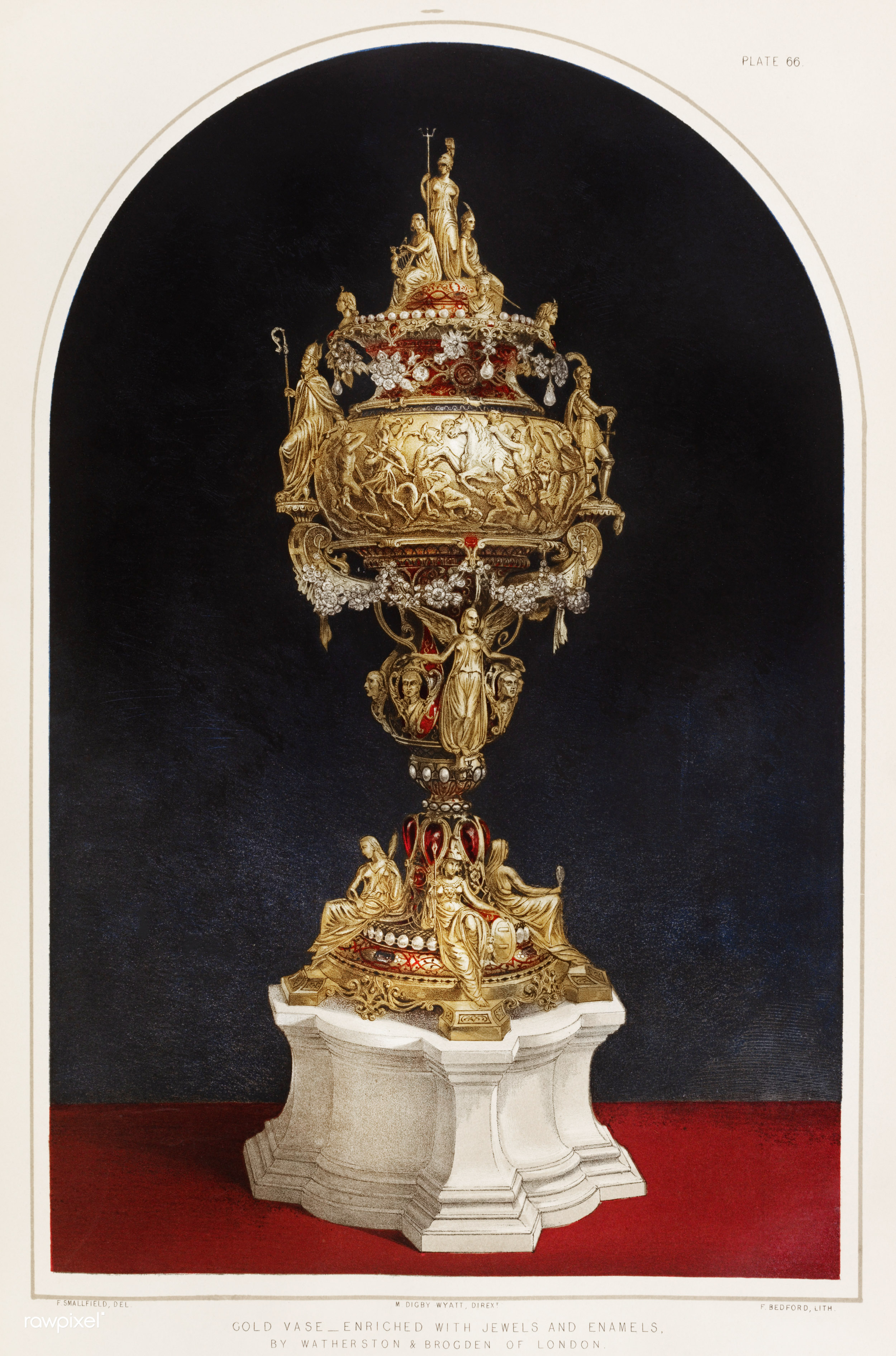
Ваза. Золото, эмали, драгоценные камни
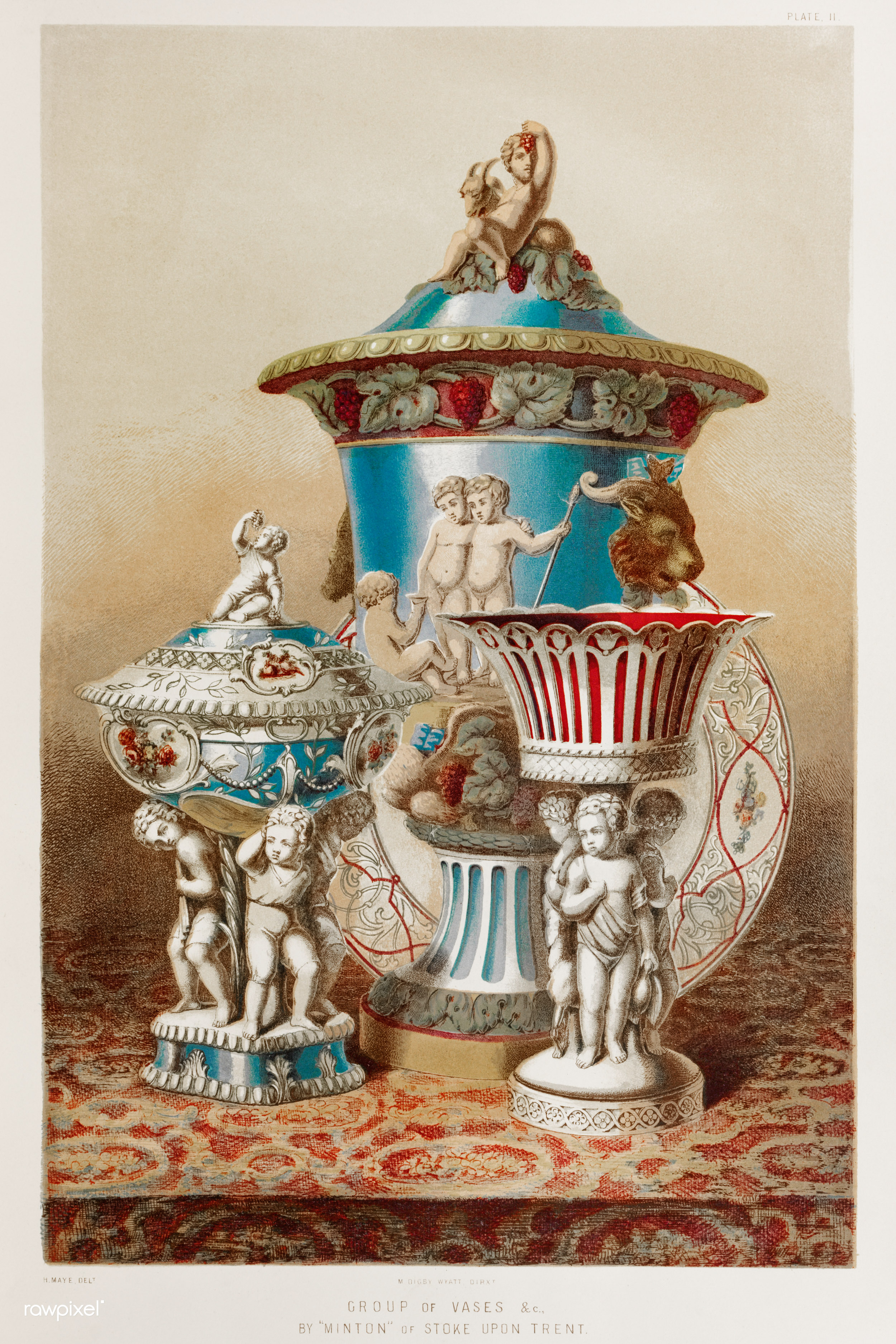
Изделия из фарфора мануфактуры Минтона
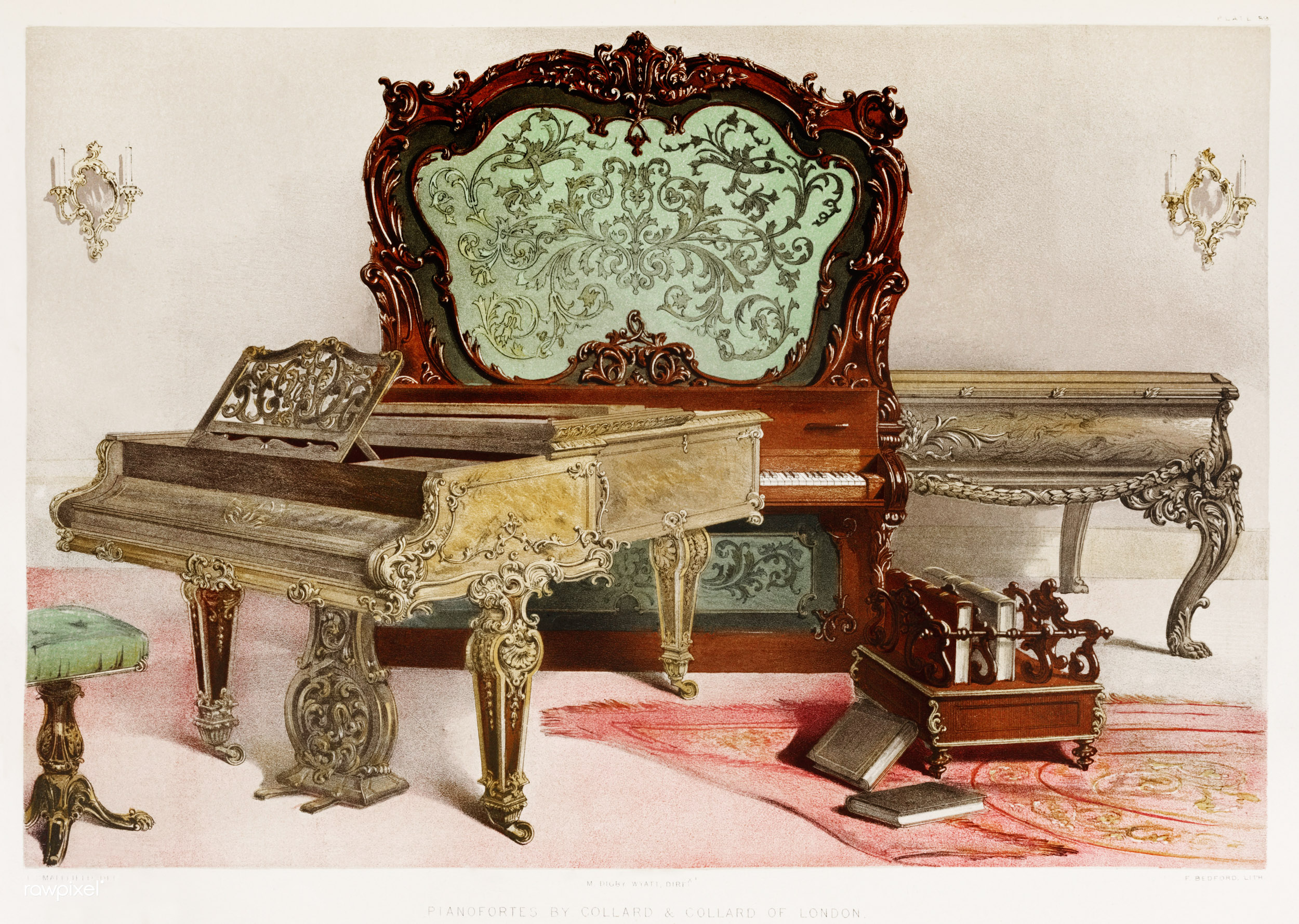
Музыкальные инструменты
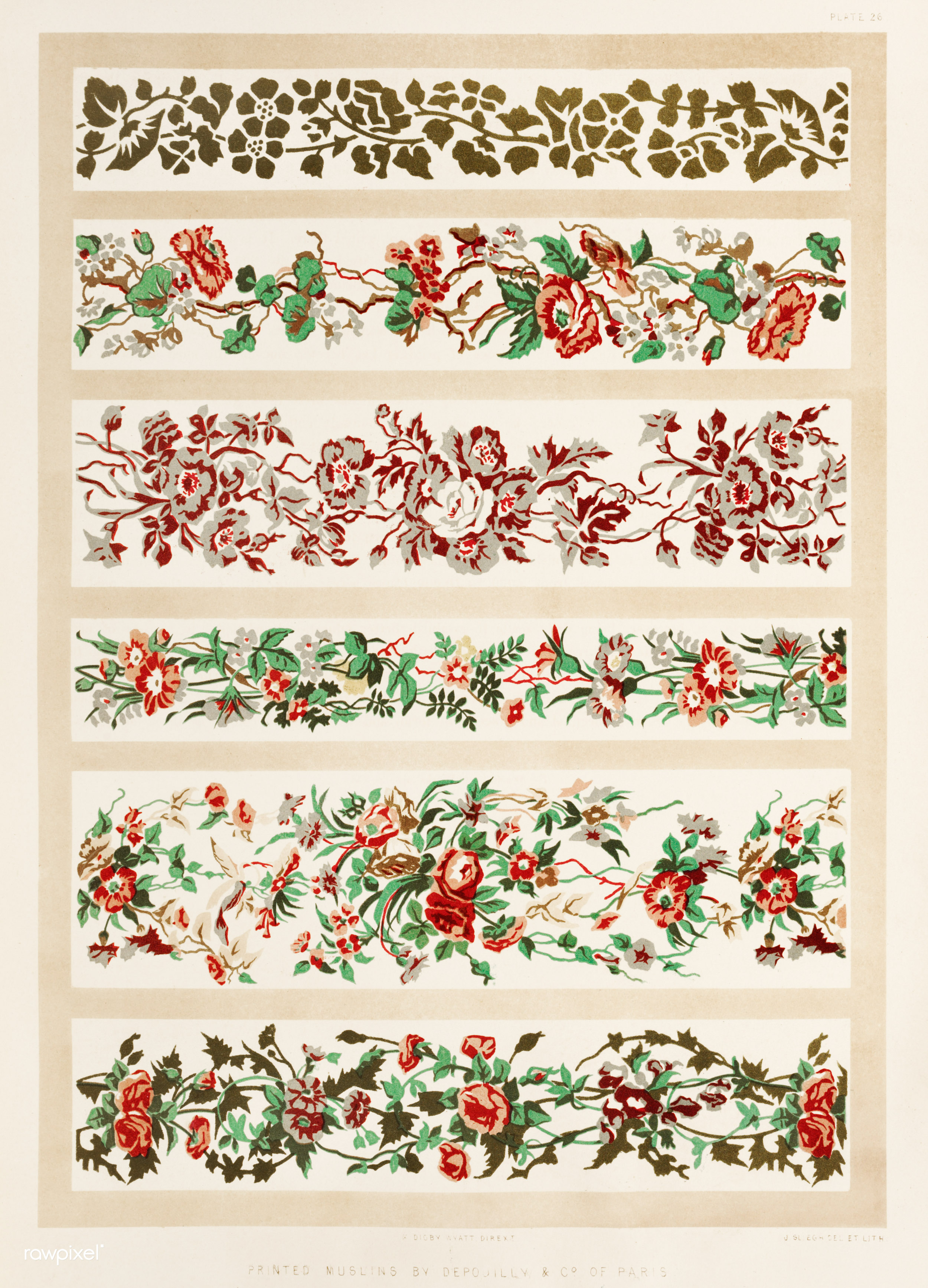
Печатный рисунок. Муслин
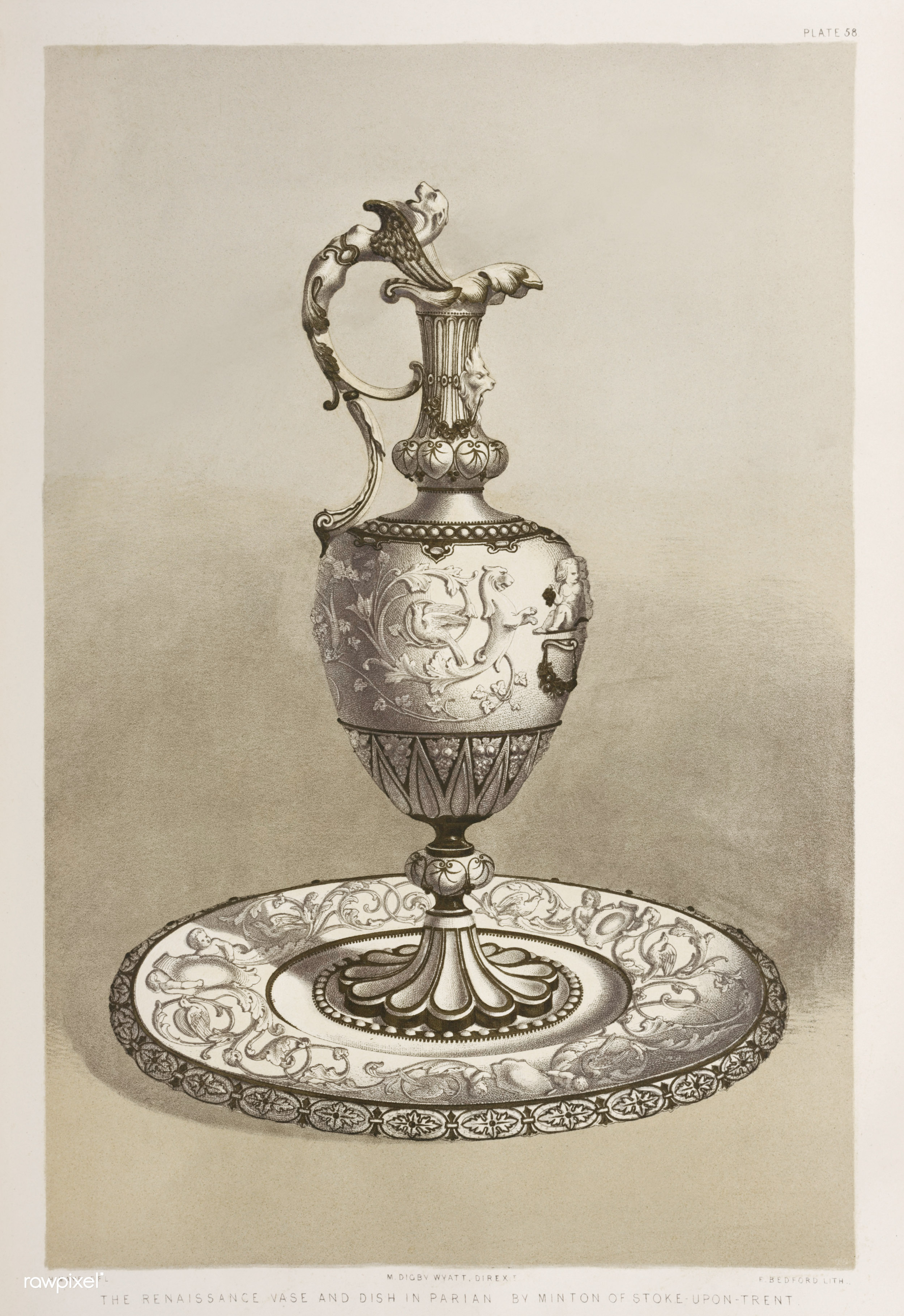
“Ренессансная” ваза и тарель
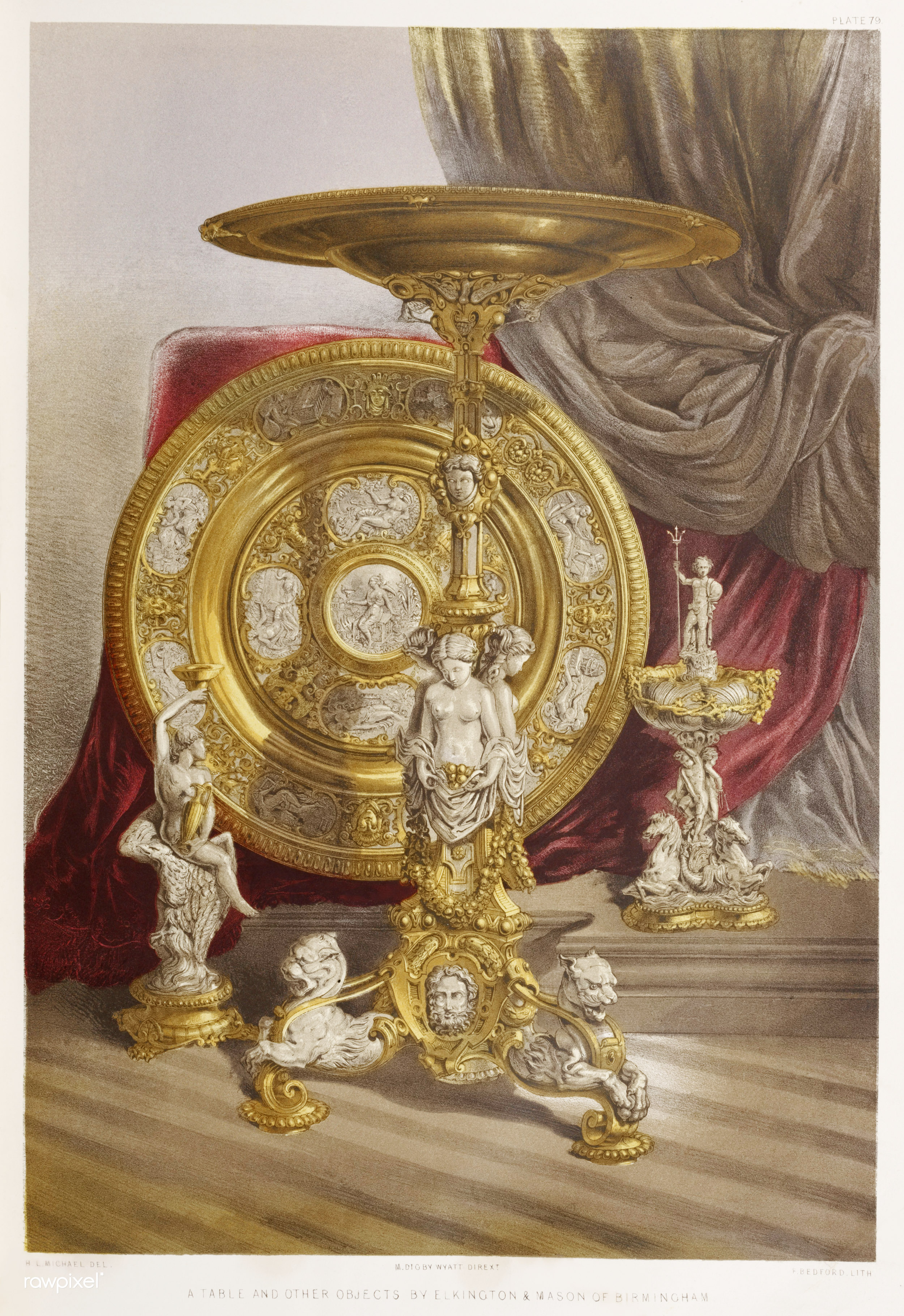
“Украшения стола”
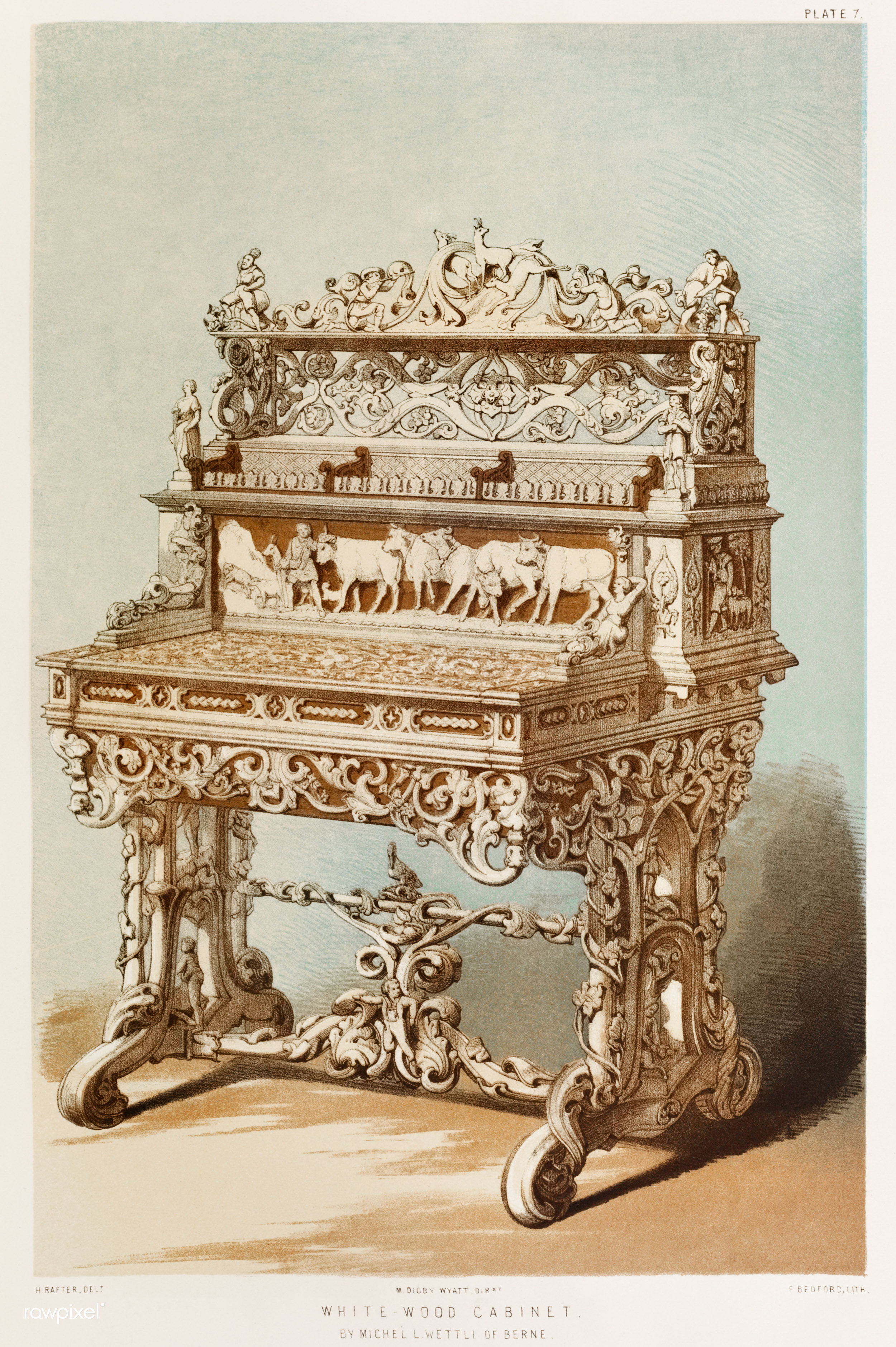
Кабинет
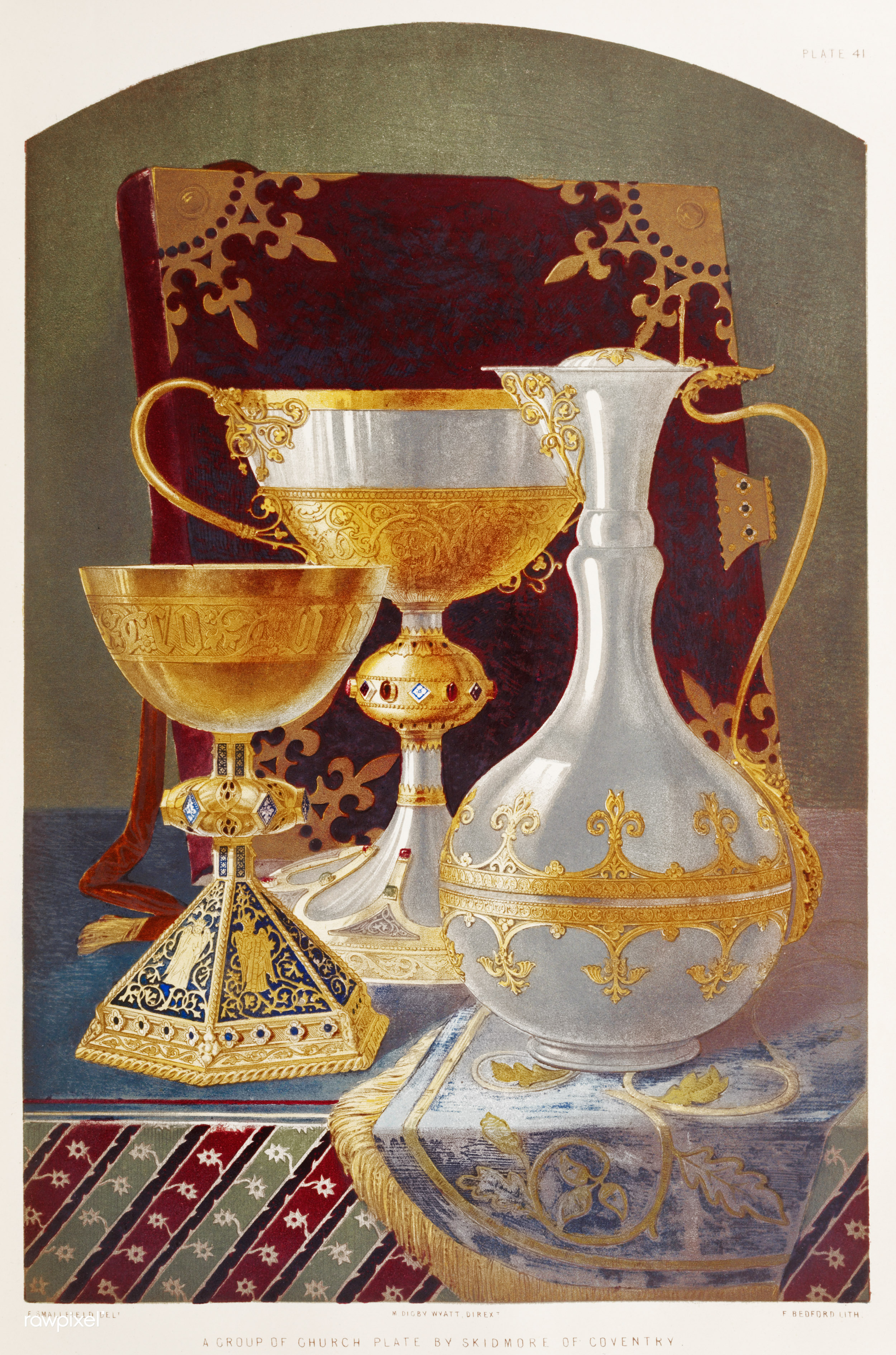
Церковная утварь
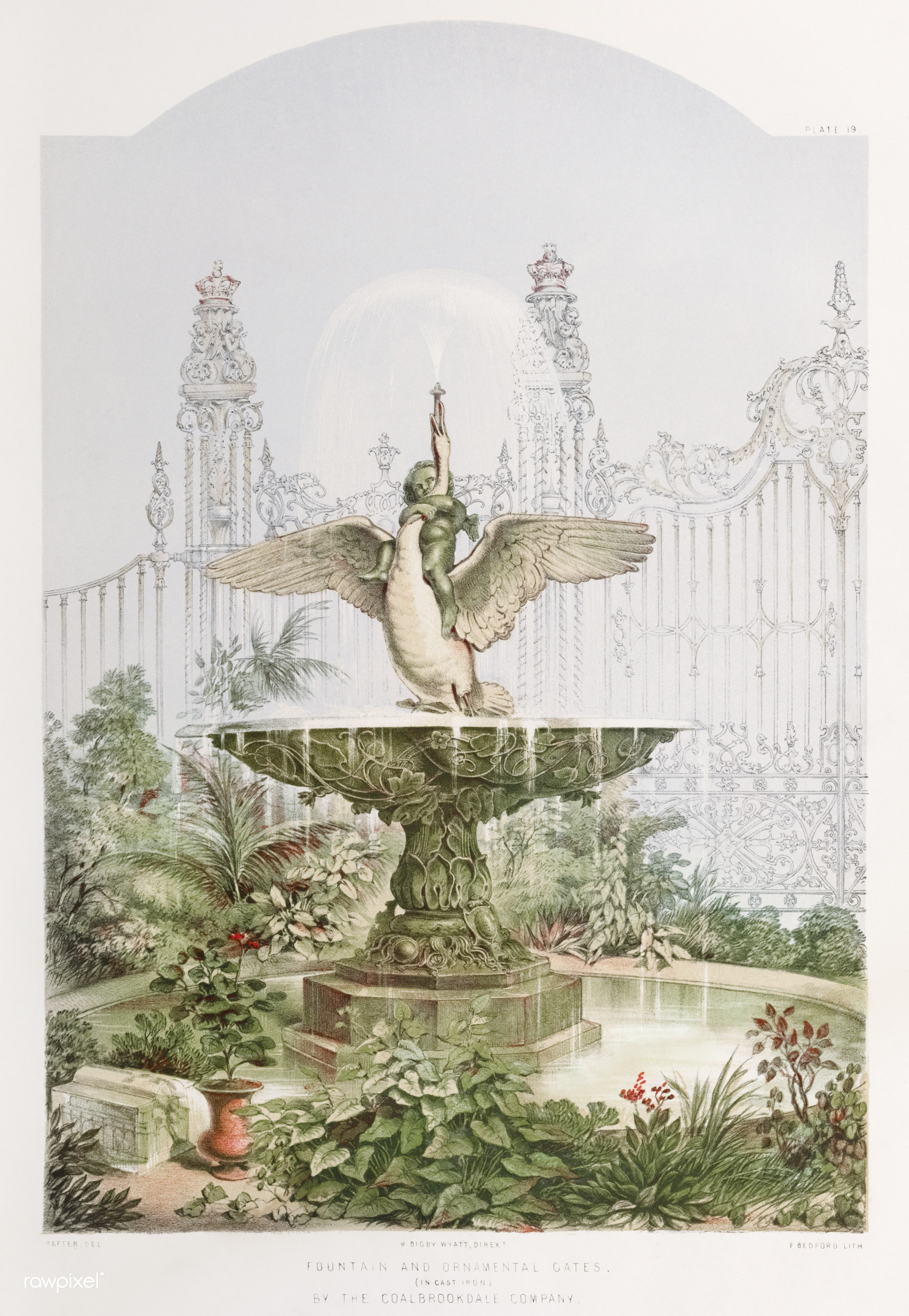
Фонтан